# Emplectonema buergeri
Emplectonema buergeri är en djurart som tillhör fylumet slemmaskar, och som beskrevs av Ernest F. Coe 1901. Emplectonema buergeri ingår i släktet Emplectonema och familjen Emplectonematidae. Inga underarter finns listade i Catalogue of Life.